# عشق تو
«عشق تو» یا «یارب کن آسان» یا «عشق تو آتش جانا ...» تصنیفی فارسی است که بیش از صد سال قدمت دارد. این ترانه توسط هما (با تنظیم تاجبخش)، محمدرضا شجریان (با تنظیم پرویز مشکاتیان)، عبدالوهاب شهیدی (با تنظیم پایور و معروفی)، علیرضا افتخاری اجرا شده‌است.
شرحی از این تصنیف در کتاب سرگذشت موسیقی ایران، اثر روح‌الله خالقی نیامده‌است اما عبدالله دوامی، استاد بزرگ آواز و راوی تصنیف‌های قدیمی، این تصنیف را در نواری که از صدای ایشان ضبط شده روایت کرده‌است. شعر تصنیف به صورت زیر است:
| عشق تو آتش جانا، زد بر دل من    |  | بر باد غم داد آخر آب و گل من   |
| روی تو چون دیده دل، بهتر زلیلی  |  | شد بند زنجیر دام، مجنون دل من  |
| وصل تو مشکل مشکل، جان دادن آسان |  | یارب کن آسان آسان، این مشکل من |

محمدرضا شجریان این تصنیف را در آلبوم‌های گلبانگ شجریان ۱ و سر عشق اجرا کرده‌است اما در این آلبوم‌ها این تصنیف به علی‌اکبر شیدا نسبت داده شده‌است.